# Горш, Екатерина Аркадьевна
Екатерина Аркадьевна Горш (20 марта [1 апреля] 1896, Петрозаводск, Олонецкая губерния, Российская империя — 6 июля 1987, Ленинград, СССР) — советский библиотековед, кандидат педагогических наук (1954), доцент, заслуженный работник культуры РСФСР.

## Биография
Родилась 20 марта (1 апреля) 1896 года в Петрозаводске. Окончила гимназию с золотой медалью в 1913 году и поступила на историко-филологический факультет Высших Бестужевских педагогических курсов, который окончила в 1917 году.
В 1917—1918 годах работала в отделе писем трудящихся Ленину общей канцелярии ВЦИК в Смольном. Дружила с Надеждой Константиновной Крупской, с которой Горш связывал общий интерес к развитию библиотечного дела.
В 1922 году поступила на книжно-библиотечный факультет Петроградского института внешкольного образования (далее по тексту — Библиотечный институт) который окончила в 1925 году. С 1926 по 1930 год заведовала профсоюзными библиотеками заводов «Большевик» и «Красный Треугольник», исполняла обязанности заведующей Ленинградской областной центральной библиотеки. Осенью 1931 года поступила в аспирантуру на кафедре библиотековедения Библиотечного института. Закончив аспирантуру в 1934 году, до 1936 года занимала должность декана библиотечного факультета. С 1936 по 1941 год заведовала кафедрой библиотековедения.
С середины августа 1941 года находилась в эвакуации, сначала в городе Новая Ляля Свердловской области, где работала замполитом в ремесленном училище № 20, позже в Уфе заведовала партийным кабинетом авиационного завода № 26.
В мае 1944 года Горш поручили восстановить работу Библиотечного института, что осложнялось передачей его движимого имущества в Педагогический институт им. М. Н. Покровского и Педагогический институт им. А. И. Герцена, в то время как здание Библиотечного института было занято госпиталем и другими учреждениями. Горш заняла должность декана библиотечного факультета в институте им. А. И. Герцена, а после восстановления деятельности Библиотечного института до 1945 года исполняла обязанности его директора. Позже была заместителем директора по учебной части, заведовала кафедрой библиотековедения.
В 1954 году защитила кандидатскую диссертацию по теме библиотечного строительства в 1921—1925 годы. В 1968 году была удостоена звания заслуженного работника культуры РСФСР «за большие заслуги в развитии советского библиотековедения и подготовки библиотечных кадров».
Вышла на пенсию в 1972 году, но продолжала заниматься научной и общественной работой, в том числе руководила секцией Педагогического общества СССР по изучению и пропаганде наследия Н. К. Крупской.
Умерла 6 июля 1987 года в Ленинграде.

## Научная работа
- Горш вела в Библиотечном институте курс под названием «Работа с читателем» и участвовала в подготовке первых трех выпусков (1961, 1971 и 1981 гг.) одноимённого учебника.
- Важной частью научной деятельности Горш было изучение наследия Н. К. Крупской и её роли в развитии библиотечного дела и библиотековедения. Среди работ этого направления специалисты Библиотеки РАН выделяют статью «Вечно живой образ» в сборнике «Наследница»[2].

## Награды
- Орден «Знак Почёта» (1961)[5].
- Медаль «За доблестный труд в Великой Отечественной войне 1941—1945 гг.»[6].
- Медаль «За доблестный труд. В ознаменование 100-летия со дня рождения Владимира Ильича Ленина»[6].
- Медаль Н. К. Крупской[7][6].

## Комментарии
1. ↑  Институт неоднократно менял название, ныне называется Санкт-Петербургский государственный институт культуры.
2. ↑  Ныне Центральная городская публичная библиотека имени В. В. Маяковского.